# Henri L’Evêque
Henri L'Evêque (̈27 de dezembro de 1769 em Genebra — 25 de abril de 1832 em Roma) foi um pintor, autor de gravuras. Ele acompanhou a expedição de várias semanas de Horace-Bénédict de Saussure ao Monte Branco (julho de 1788) e publicou gravuras desse empreendimento.

## Biografia

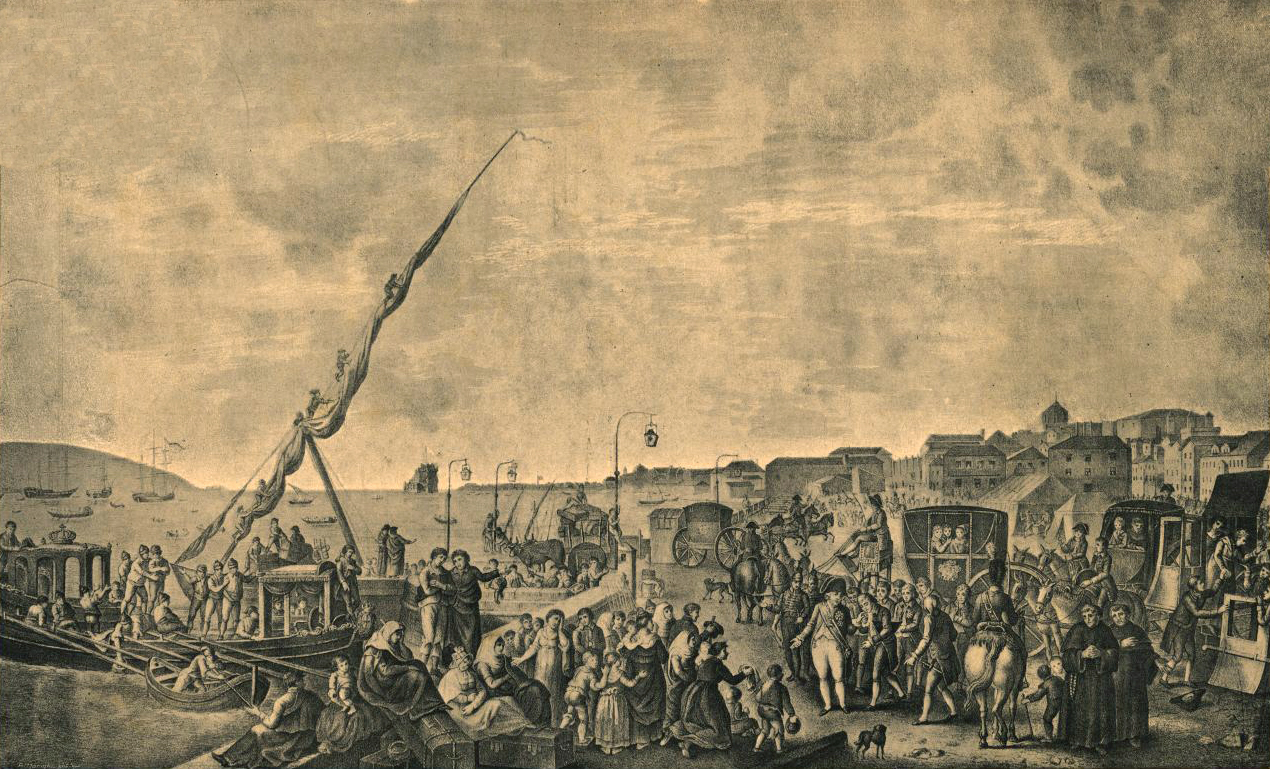
Embarque do príncipe regente de Portugal, Dom João, e toda família real para o Brasil no cais de Belém. Obra de Henri L'Evêque

Ele abriu uma oficina em Genebra, onde ensinou pintura em esmalte com seus irmãos Jean Michel (Nasceu em 1772) e Jean Abraham (Nasceu em 1776).
L'Evêque depois trabalhou em Portugal; Sob o título "Trajes de Portugal" (1814), foi criada uma obra sobre os costumes da corte, os trajes e os costumes do vestuário de Portugal. De 1812 a 1823, permaneceu na Inglaterra, onde expôs na Royal Academy of Art até 1819. A princesa Charlotte Augusta de Gales o nomeou pintor em esmalte, e em 1819 a Sociedade de Artes concedeu-lhe uma medalha de prata por sua pintura em esmalte.
As principais obras de Henri L'Evêque consistiam em paisagens, cópias em esmalte de obras famosas e cenas em aquarelas. Diz-se que uma pintura a óleo de L'Evêque existe no Museu Maidstone e na Galeria de Arte Bentlif.
L'Evêque finalmente retornou a Genebra em 1823 e morreu em Roma em 25 de abril de 1832.